# František Adolf Šubert
František Adolf Schubert, nebo také František Adolf Šubert (27. března 1849, Dobruška – 8. září 1915, Praha), byl český dramatik, prozaik a divadelní historik, v letech 1883–1900 první ředitel Národního divadla a v letech 1907–1908 první ředitel Městského divadla Královských Vinohradů (dnešního Divadla na Vinohradech).

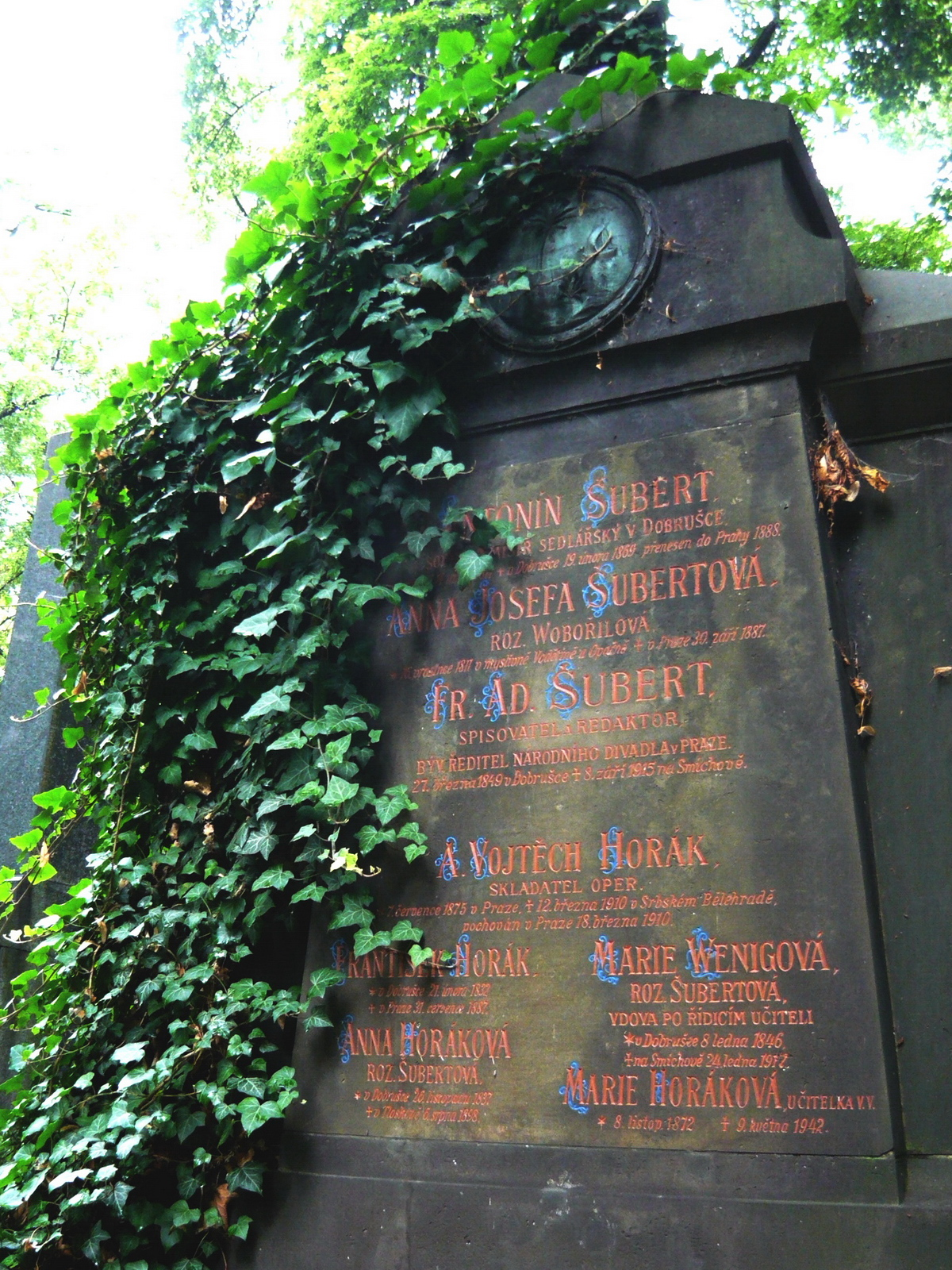
Šubertův hrob na Olšanských hřbitovech, detail

## Mladá léta

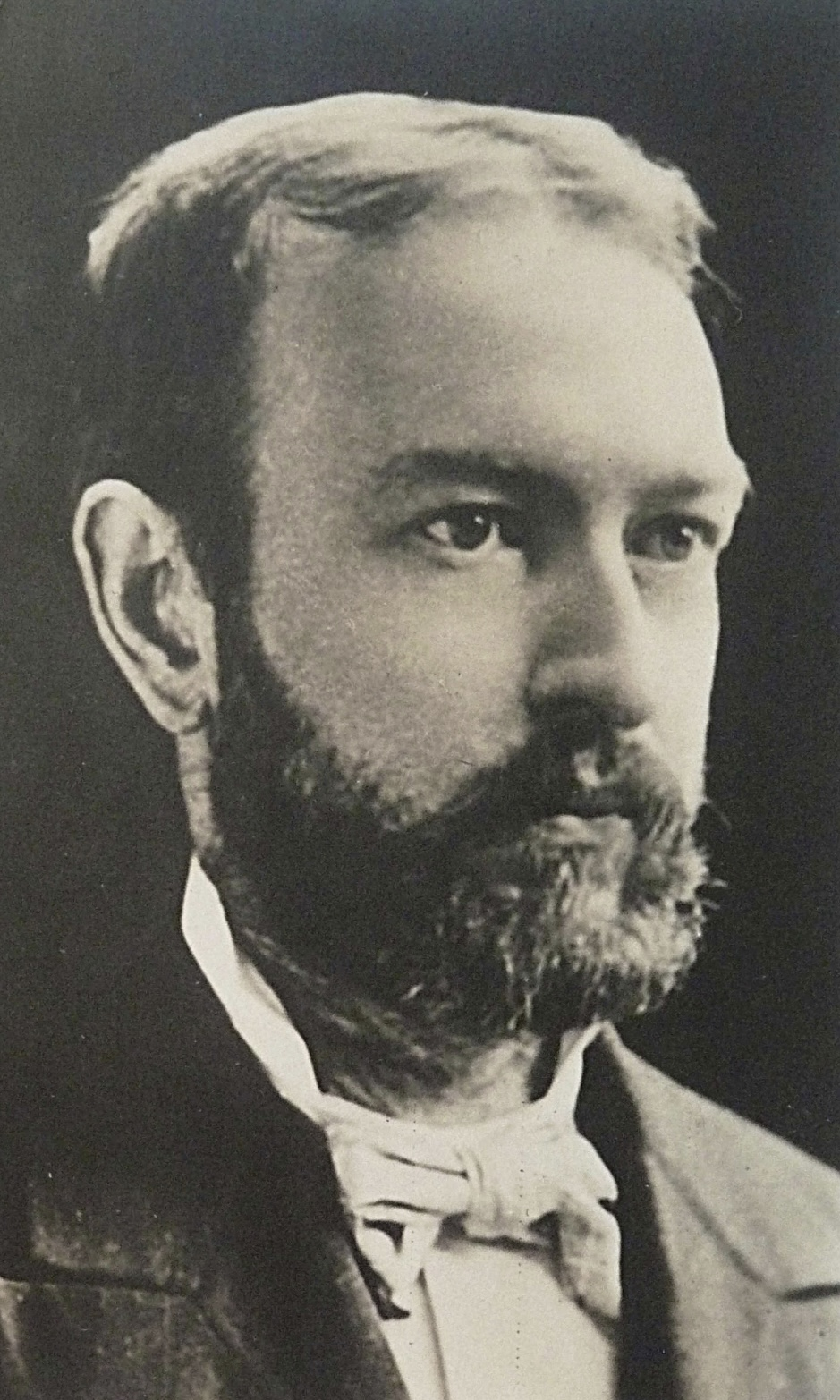
František Adolf Šubert v mladém věku

Šubert se narodil 27. března 1849 v Dobrušce. Byl nejmladším ze sedmi dětí v chudé rodině sedláře, nájemce hostince a skladníka v tabákové firmě. Přáním rodičů bylo, aby se z něj stal kněz.  
Od dětství bylo jeho zálibou čtení. „Neskotačil doma ani venku, tím méně ve škole. Netoulal se, nelezl na stromy, nehledal a nevybíral ptáky.“
Vystudoval gymnázium v Hradci Králové, poté nastoupil na Filozofickou fakultu, kterou dokončil v r. 1872.
Pracoval v několika časopisech (Pokrok, Čech, Politik, Brousek…). Stal se oblíbencem Františka Ladislava Riegera, který jej prosadil do funkce tajemníka sdružení staročeských politiků Český klub.

## Zvolení ředitelem Národní divadla
Když v březnu 1883 abdikoval dosavadní ředitel Prozatímního divadla Jan Nepomuk Maýr, byl jeho nástupcem zvolen Družstvem Národního divadla právě Šubert.
Dalšími kandidáty byli ředitel operní akademie Jan Ludvík Lukes a divadelní režisér a bývalý šéf činohry Prozatímního divadla Pavel Švanda ze Semčic. Vliv na jeho zvolení mělo i jeho přátelství s F. L. Riegrem. Rieger doufal, že by si prostřednictvím Šuberta mohl ponechat určitý vliv na rozhodování o směřování Národního divadla do budoucna. Minimálně v prvních letech Šubertova úřadu byl Riegerův vliv na provoz, repertoár i angažování umělců Národního divadla, u kterého stal od jeho prvopočátků, velmi silný, až zcela rozhodující.  (Je třeba zmínit, že v době jeho zvolení nebyl v národě nikdo s adekvátní zkušeností řízení kamenného divadla). 
Šubert se stal historicky prvním ředitelem Národního divadla a tuto funkci zastával po sedmnáct let, do roku 1900. Zodpovídal za finanční správu divadla (které bylo z velké části závislé na tržbách a v zásadě šlo o podnikatelský projekt českých vlastenců) a umělecké vedení činohry i opery (byl jediným představitelem Národního divadla, který současně zastával všechny tři pozice – po jeho odchodu byla tato funkce rozdělena do tří, jak je tomu dodnes). Jeho pravomoc omezovalo tzv. Družstvo Národního divadla (sdružení bohatých Pražanů, většinou investorů), které mělo v podstatě stejné pravomoci jako ředitel.

## Ředitel Národního divadla
Šubert byl pověstný mimořádnou iniciativou, pracovitostí a organizačními schopnostmi, s nimiž jako první český divadelní ředitel stálé divadelní budovy dokázal řídit divadlo relativně stabilně. Byl workoholik, byl důsledný a svědomitý a byl to schopný diplomat. Chyběly mu divadelní zkušenosti, rozhled a schopnost orientovat se v prostředí plném silných uměleckých individualit, pro které neměl trpělivost ani pochopení.
V té době neexistoval žádný precedens, ani zde nebyl nikdo s odpovídajícími zkušenostmi, neboť obdobná instituce zatím v české společnosti neexistovala. Jaroslav Kvapil, muž, který Šuberta po sedmnácti letech vystřídal ve vedení činohry Národního divadla, o něm ve svých pamětech napsal: ”Situace Šubertova byla nevyhodná velikou odpovědností a pak novými úkoly, s než jeho zkušenost a schopnost vždycky nebyla, ale zato výhodná tím jedinečným postavením, jež měl v celém našem divadelním životě bez soupeře a soutěže a nadto v stínu mohutného zjevu Riegrova. Jaký div, že Šubertovi přibývalo samolibosti, ne-li domýšlivosti, an vyšel v první léta Národního divadla vítězně z ledačeho, co by se mu později sotva bylo zdařilo.” Kvapil však rozpoznal i Šubertovu schopnost udržet těžkou kulturní a ekonomickou situaci.
Téměř po celou dobu svého vedení se Šubert potýkal s otázkou finanční samostatnosti a divadlo stálo několikrát na pokraji bankrotu. Národní divadlo bylo závislé na výnosech z prodeje vstupenek a zájem o ně nebyl tak velký, jak čeští vlastenci původně očekávali. Oproti Prozatímnímu divadlu mělo téměř dvojnásobnou kapacitu a nejmodernější jevištní a světelnou techniku.
V letech 1883–1884 k návštěvám divadla organizoval vypravení tzv. divadelních vlaků, kterých se zúčastnili Češi až z Vídně, Budapešti nebo z Chorvatska. Unikátní záležitostí byla divadelní loď českých vlastenců z USA. Koncept divadelních vlaků je jistě jedním z největších Šubertových úspěchů. Umožnil návštěvu Národního divadla vlastencům z celého Českého království a výrazně pomohl po finanční stránce.
Finanční krize donutila v roce 1891 Šuberta k jednomu z nejkontroverznějších projektů své ředitelské kariéry. Po dohodě s Angelo Neumannem, ředitelem Pražského německého divadla se rozhodl nabídnout císaři Františku Josefovi I., transformaci obou zemských divadel v Praze (tedy českého Národního a Pražského německého divadla) na dvorní divadla. Císař však nechtěl investovat peníze ze státního rozpočtu do divadelní kultury mimo Vídeň a jejich návrh zamítl. Kontroverzní projekt tedy ztroskotal a víceméně zůstal skryt před zraky veřejnosti.

## Umělecké směřování Národního divadla
Šubert byl přesvědčen, že Národní divadlo musí přispívat k rozvoji české kultury a umění, prohlubovat národní charakter a pečovat o kulturu českého jazyka. Tato idea byla přijímána pozitivně, ale také jako už přežitá, či dokonce šablonovitá, konvenční, zastaralá a plná falešného patosu. O směřování repertoáru vedl Šubert spory s Družstvem, které tlačilo na ekonomické hledisko a prosazovalo populární žánry jako francouzská melodramata, veselohry a operety.
První rok a půl po otevření divadla až do uvedeni Goethova Fausta (I. dílu) nebyly uvedeny německé tituly, jakožto demonstrace české umělecké soběstačnosti. Nacionální hledisko stálo v dramaturgii Národního divadla před uměleckým hlediskem i v roce 1895 při aféře herečky Marie Pospíšilové nebo v roce 1913 při sporu o uvedení Hebbelovy Judity. 
Šubert se snažil budovat výraznou pozici divadla v Evropě a zároveň rozšiřovat povědomí českého publika o evropské umělecké úrovni. Zval do Prahy řadu světových operních (Emma Turolla či  Adelina Patti) i činoherních hvězd (Sarah Bernhardt či Helena Modrzejewska). Díky svému diplomatickému talentu prosadil první uvedeni Verdiho opery Otello na sever od Alp. V roce 1888 zaznamenal Ottelo velkou odezvu u pražského publika a opera dosáhla 26 repríz. 
V repertoáru inklinoval Šubert k eklekticismu a povrchnosti. Jeho směrování ve výsledku neuspokojilo ani tradicionalisty, ani modernisty. Národní divadlo v evropských trendech zaostávalo za kočovnými divadelními společnostmi, které i ve stejně těžkých ekonomických podmínkách dokázaly lépe držet krok s evropskou divadelní produkcí. Např. Pavel Švanda ze Semčic inscenoval Ibsenova Nepřítele lidu  s Eduardem Vojanem a Domeček pro panenky s Hanou Kvapilovou. Ani Emile Zola, Maurice Maeterlinck, August Strindberg, či Oscar Wilde se neobjevili v Šubertově dramaturgickém výběru.
Umělecky nejúspěšnějšími počiny tohoto období jsou dramata z české či moravské vesnice. Ani Šubert, ani jeho dramaturg Ladislav Stroupežnický však vytvořit adekvátní tvůrčí prostředí pro české dramatiky (oba byli rovněž dramatiky) a nedokázali tak 
splnit „velký úkol pro jazyk a národ“, který se od počátku tohoto projektu očekával.
Dvě nejúspornější novinky – Její pastorkyňa Gabriely Preissové a Maryša Aloise a  Viléma Mrštíkových – neměly cestu na jeviště Národního divadla snadnou. Třetí velkou inscenací byli Stroupežnického Naši furianti, kteří z počátku u publika neuspěli.
Ve vedení herců byl velmi autoritativní. Přestože se v souboru národního divadla nalézala řada výrazných uměleckých osobnosti, nebyl to Šubert, kdo by vedl k uměleckému růstu. Řada z výrazných uměleců Národní divadlo opustila, často s příchutí skandálu (Marie Bittnerová, Marie Pospíšilová, Antonín Pulda a další. Šubert buď nedokázal rozpoznat umělecký talent, nebo se vyhýbal výrazným uměleckým osobnostem, a ty byly nuceny odejít do ciziny. Nejznámější je případ zpěvačky Emy Destinnové, kterou hrubě odmítl pro nedostatek talentu. Nepřijal ani začínajícího tenoristu Karla Buriana nebo Karla Kovařovice, stavěl se proti angažování Marie Hübnerové a herečce Haně Kvapilové se za Šubertova ředitelství nedostalo hereckých příležitosti ani platových ohodnocení, které očekávala a kterých se domáhala. Byť Šubert Kvapilovou respektoval, „Hana asi jeho typem herečky nebyla. Nedostávalo se jí oné zevní skvělosti, které vyžadoval. Jeho představa o hereckém uměni byla také akademičtější, staršího stylu.“
Šubert, který vyžadoval přísnost, ale podléhal svému libidu, nedokázal dlouhodobě nastolit klid a ženská část souboru procházela dlouhodobou krizí s četnými skandály a dramatickými odchody. (V roce 1889, šest let po otevření, tedy v době nástupu Kvapilové byla v souboru už jen jediná výrazná herečka z generace Prozatímního divadla – Otilie Sklenářová-Malá).
Operní pěvec Bohumil Benoni, jehož manželka Hana Benoniová měla za svobodná s Šubertem poměr, otevřeně vyjádřil svou nelibost nad Šubrtovým přístupem k umělecké práci: "Šubert měl pravdu, když tvrdil, že jest proti každému „,Star-systému" v Národním divadle. Proto jakmile někdo v Národním divadle vzrostl ve hvězdu, musil bud do ciziny, nebo dobrovolně sleviti z požadavků svých. Však také byl to pravý „ Systém Šubert", Který hlavně po zůstával v tom, nenechati umělci vyrůsti příliš jeho hřebínek. Proto jakmile někdo vynikl v nějaké parádní úloze, mohl byti jist, že hned nato bude zastrčen do nějaké úlohy buď vedlejší, nebo vystaven takové, která mu nejméně svědčila."

## Účast na vídeňské hudební a divadelní výstavě

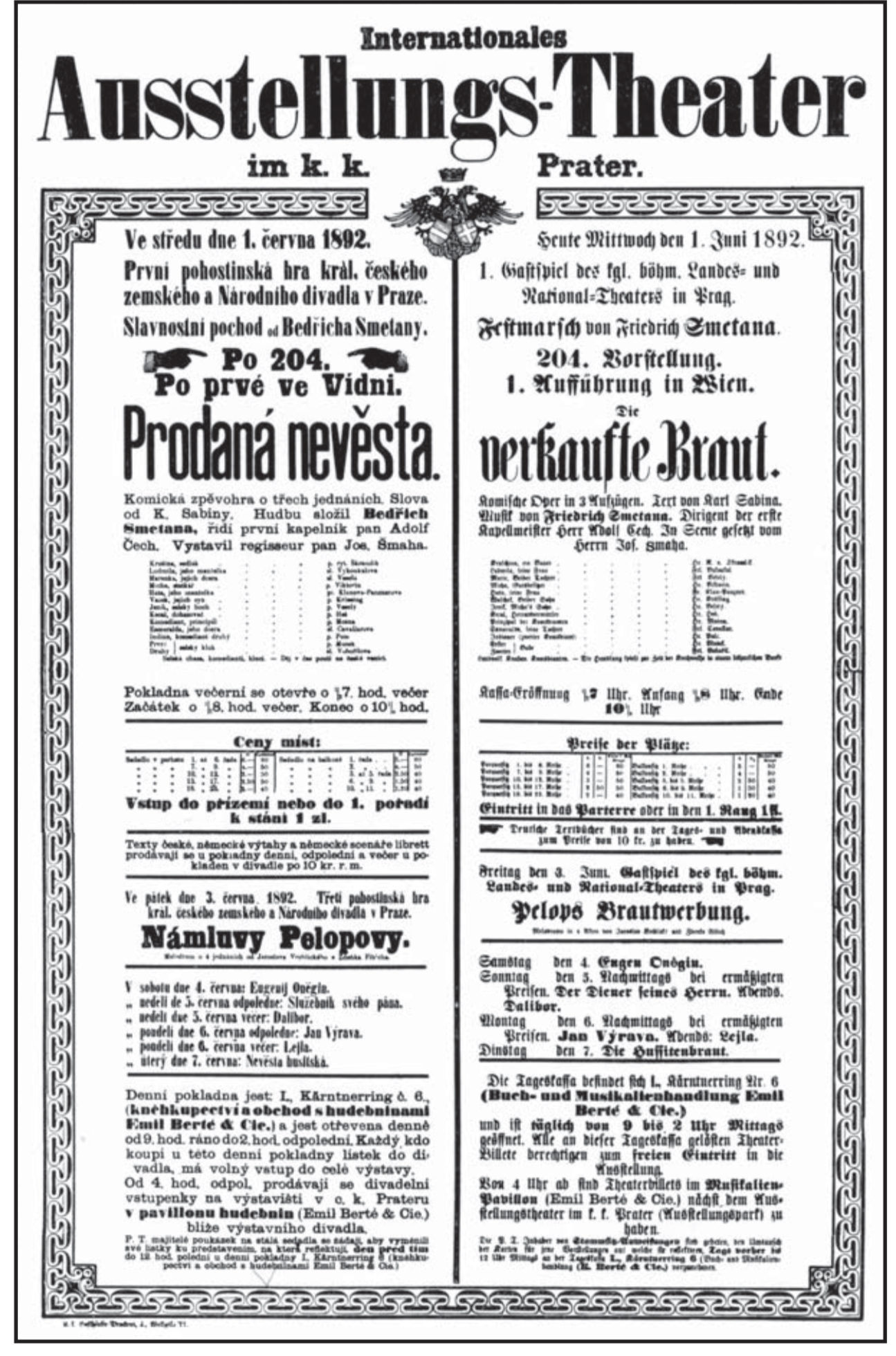
Plakát na vídeňskou premiéru opery Prodaná nevěsta

V rámci mezinárodní propagace českého divadla a české kultury obecně se Šubert projevil jako odvážný vizionář.  Přijal pozvání mecenášky umění a milovnice hudby kněžny Pauline von Metternich na první mezinárodní hudební a divadelní výstavu ve Vídni v roce 1892 (Wiener Musik- und Theaterausstellung). Tento projekt považovali mnozí čeští kulturní a političtí představitelé za drahý nebo riskantní a Šuberta od něj zrazovali. Báli se, že v konkurenci takových jmen a institucí, jako je  Eleonora Duse či Comédie-Française, české divadlo neobstojí. Ve snaze minimalizovat náklady cestoval soubor do Vídně vlakem druhé a třetí třídy. Úspěch české divadelní reprezentace byl však okamžitý, zejména Smetanova opera Prodaná nevěsta, poprvé uvedená ve Vídni sklidila velké ovace a byla uvedena místo dvou plánovaných představení čtyřikrát. Recenzenti opěvovali jak Smetanovu dynamickou hudbu, tak libreto ze současnosti (oproti historickým nebo alegorickým tématům, ke kterým se odkazovaly jiné opery). Dále byly uvedeny opery Dalibor od Bedřicha Smetany a Dimitrij Antonína Dvořáka,  
Čajkovského opera Evžen Oněgin a první část trilogie Hippodamie Zdeňka Fibicha.
Na výstavě nebyla umělecky představena Otilie Sklenářová-Malá, nejproslulejší česká činoherní herečka té doby a vídeňská rodačka, což mezi českými Vídeňáky vzbudilo nepříznivý ohlas.

## AféraPospíšilová

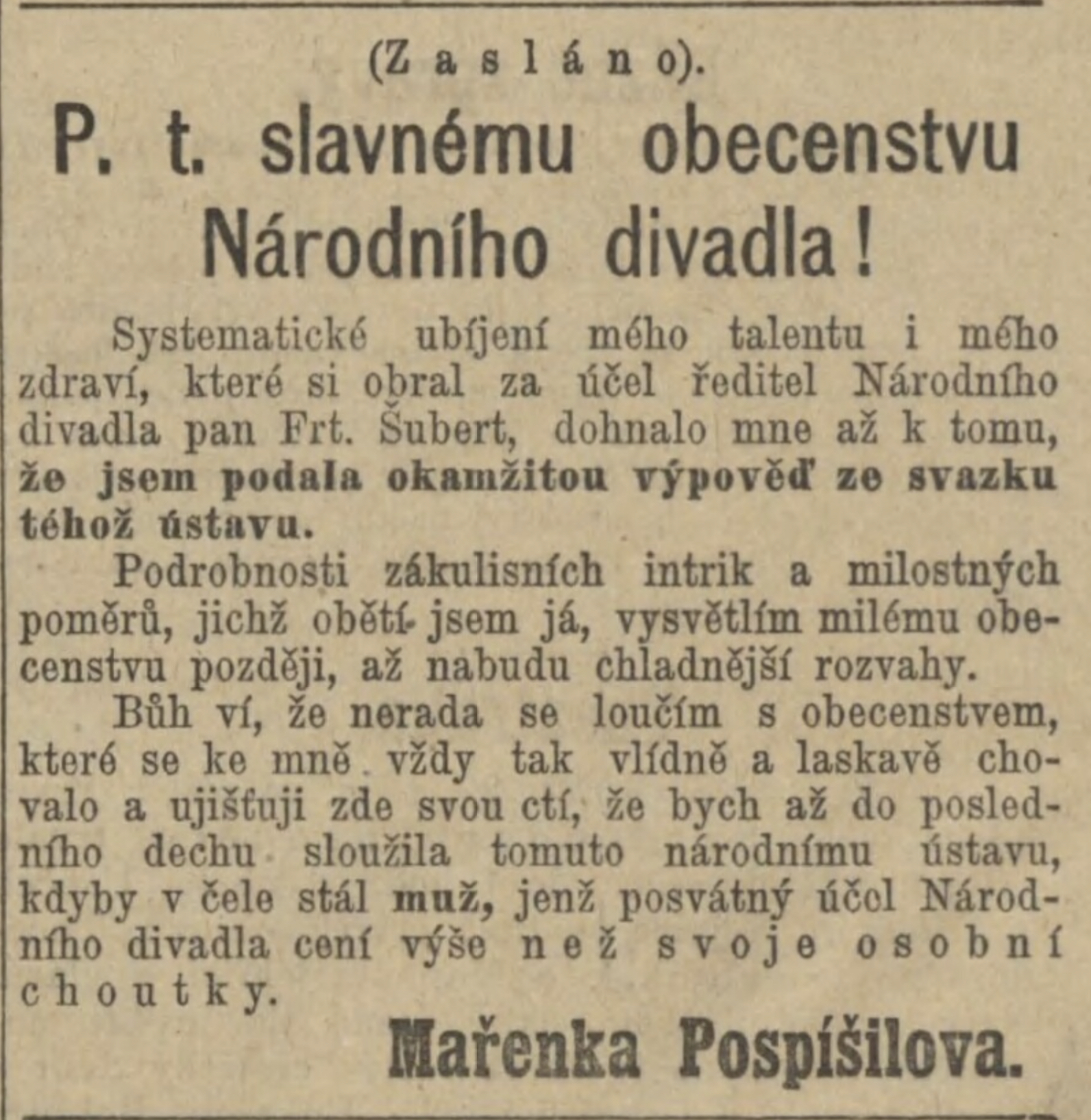
Zásláno Marie Pospíšilové v Národních listech 30. prosince 1884

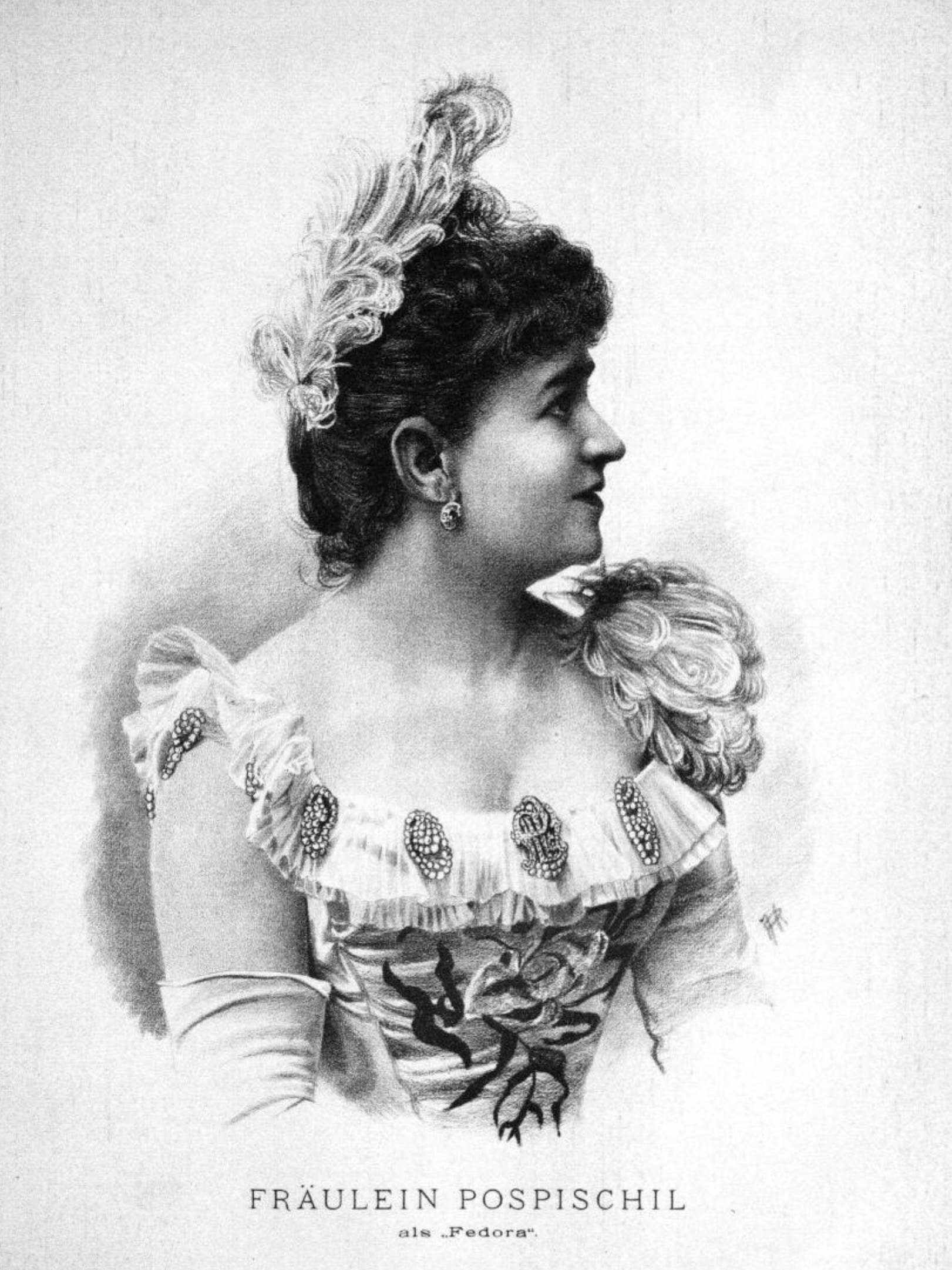
Marie Pospíšilová v roli Fedory

Jedním z největších konfliktů Šubertovy éry byl spor o pohostinské vystoupení a angažmá bývalé členky Národního divadla Marie Pospíšilové, která odešla v roce 1884 za bouřlivého sporu mezi ní a jejím učitelem a milencem Antonínem Puldou na jedné straně a ředitelem Šubertem a Marií Bittnerovou na straně druhé. Pospíšilová, na Puldovu radu, se rozhodla zveřejnit svůj kritický názor na ředitele a poměry v divadle: „Systematické ubíjení mého talentu i mého zdraví, které si obral za účel ředitel Národního divadla p. Fr. Šubert, dohnalo mne až k tomu, že jsem podala okamžitou výpověď ze svazku téhož ústavu. Podrobnosti zákulisních intrik a milostných poměrů, jejichž obětí jsem já, vysvětlím milému obecenstvu, až nabudu chladnější rozvahy. Bůhví že nerada se loučím s obecenstvem, které se ke mně vždy tak vlídně a laskavě chovalo, a ujišťuji zde svou ctí, že bych až do posledního dechu sloužila tomuto národnímu ústavu, kdyby v čele stál muž, jenž posvátný účel Národního divadla cení výše než svoje choutky.“:s.67 Šubert udržoval milostné vztahy s řadou hereček (milostný poměr s Bittnerovou není doložen, ale nezle jej vyloučit). Pospíšilová byla první a jediná, která o sexuálních stycích Šuberta s herečkami promluvila veřejně. Tento text vyšel v Národních listech a byl rozdáván před Národním divadlem v den představení Marie Bittnerové. Oba, Pospíšilová i Pulda, byli propuštěni. Pokoušeli se o smíření se Šubertem, ale marně. Šubert jejich omluvu nepřijal.:s.67 Řada českých politiků se snažila zmírnit režisérovu tvrdost a prosila za návrat Pospíšilové, ale také marně. Šubert jí už tuto urážku na cti nikdy neodpustil.
V roce 1895 se po úspěšné jedenáctileté kariéře na německých scénách vrátila jako host na jeviště Národního divadla. Její pohostinské vystoupení inicioval předseda Družstva Národního divadla, advokát Jan Růžička. Pospíšilová se od začátku bála ředitelova odporu, který se netajil svými antipatiemi k úspěšné zahraniční herečce. 
V tomto období docházelo mezi Schubertem a Růžičkou k častým sporům a mnozí interpretují Růžičkovu iniciativu s Pospíšilovou jako jeho snahu otestovat ředitelovo ústupnost a ochotu ke kompromisu. Šubert opakovaně odmítal myšlenku pohostinských her Pospíšilové. Vidina jejího návratu vyvolala v české společnosti silné nacionalistické bouře. Tomáš Garrigue Masaryk, Jan Herben, Jaroslav Kvapil, Ignát Herrmann, a mnozí další se stavili velmi kriticky až odmítavě. Podle mnoha pamětníků, to byl on, kdo proti ní pobouřil noviny i veřejnost. Stejně tak byl obviňován u toho, že podporoval veřejný protest při jejím prvním představení v Národním divadle, kde vystupovala v roli Sardouvy Fedory. Když se objevila před veřejností na pódiu, jedenáct minut proti ní v hledišti bouřily stovky najatých demonstrantů. Křičeli a pískali ve snaze překážet hereččino vystoupení. Pospíšilová však demonstraci ustála. Demonstrace a zatýkání pokračovaly i při představení Sudermannovy hry Domov. Později buřiči zvolili jinou strategii a při představení tragédie Arria a Messalina od Adolfa Wilbrandta provolávali slávu a tleskali ve stoje Otilii Sklenářové-Malé, jež vedle Pospíšilové v roli Messaliny ztvárnila Arrii.
Předseda Růžička s ní později sepsal smlouvu, ve které si herečka prosadila roční apanáž 8000 zlatých (dvakrát víc než byl běžný herecký plat špiček souboru). Tato skutečnost Šubrta rozezlila natolik, že se při jejich prvním osobním setkání po 11 letech nezdržel pohrdlivých komentářů. Dotčená herečka odešla se slovy: „Moje smířlivost byla marná“, smlouvu roztrhala a odešla zpět do Německa, kde dál úspěšně působila v Berlíně a Hamburku.:s.104
Tato aféra proti Šubertovi postavila nejen většinu Družstva, ale i řadu předních osobnosti české kultury i zemské šlechty, kteří si návrat Pospíšilové přáli.

## Soukromý život a aféry s herečkami

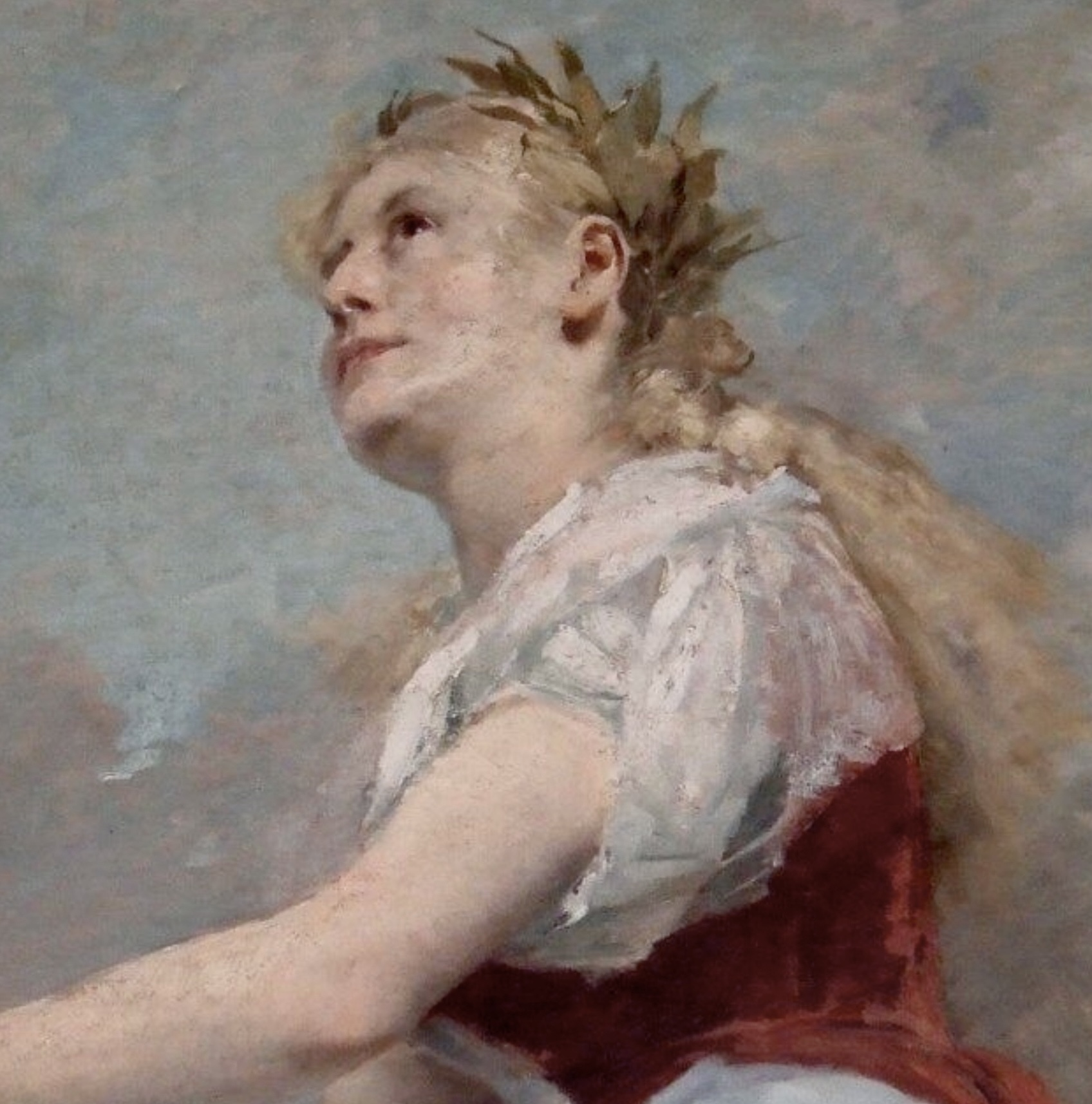
Herečka Berta Formanová, jedna z Šubertových milenek, byla modelem Vojtěchu Hynaisovi k obrazu svaté Cecílie, který dal ředitel umístit do své pracovny

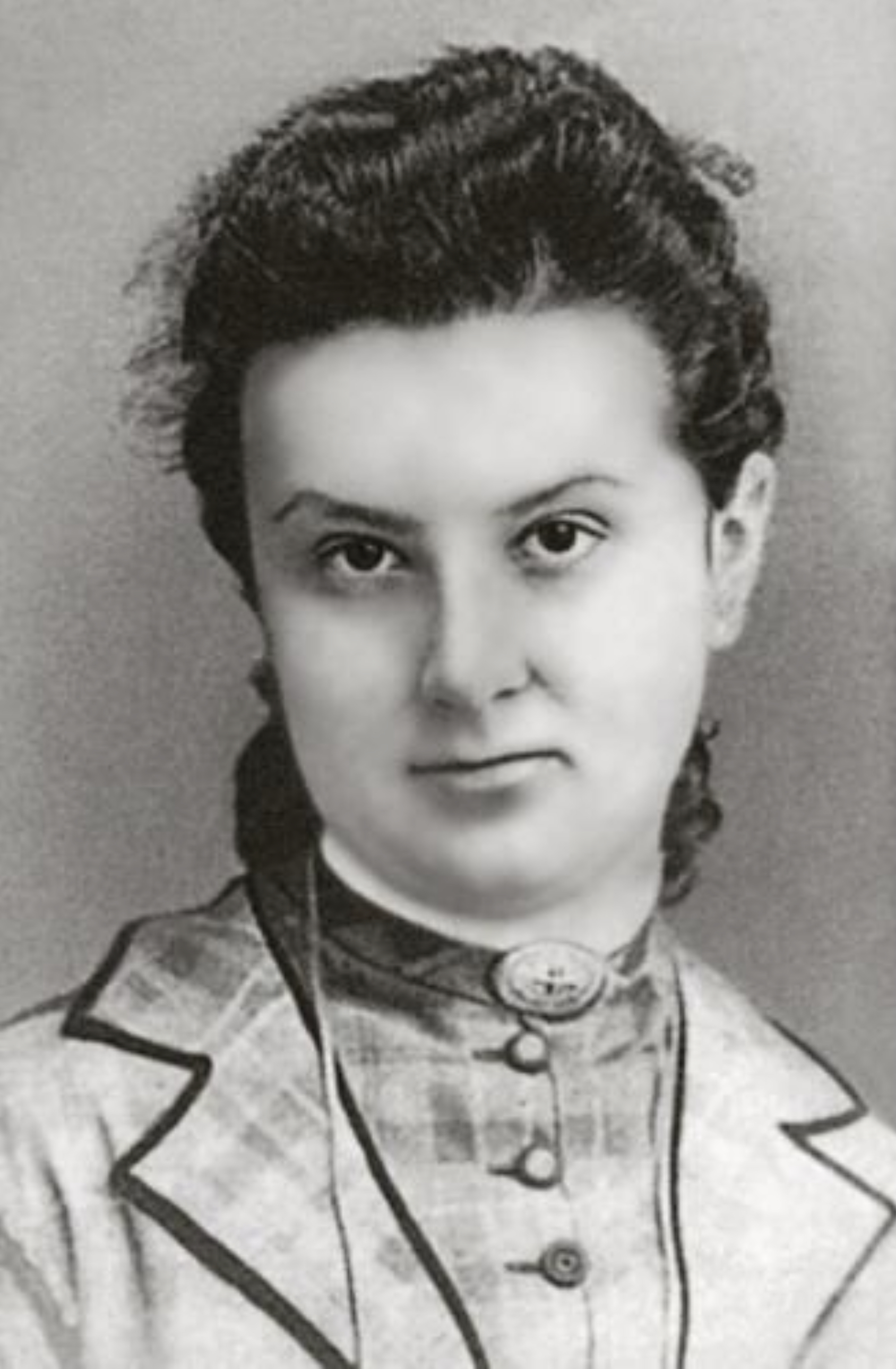
Šubertova blízká přítelkyně Anna Lauermannová Mikšová

Šubert zůstal po celý život svobodný. O domácnost se mu starala matka a po její smrti sestry Anna a poté Marie.
Několikrát se myšlenkou na sňatek zabýval. Dvořil se dceři Františka Ladislava Riegra Libuši. Rieger ani jeho žena však ke sňatku nesvolili. Šubert byl pro ně muž se špatnou pověstí. Ucházel se i o dceru velkostatkáře Boženu Špačkovou. Prožil vzájemné milostné vzplanutí s tehdy již vdanou spisovatelkou Gabrielou Preissovou, které pomohl prosadit její dramata na jeviště Národního divadla,  
Od počátku své kariéry v Národním divadle udržoval milostné vztahy s řadou hereček a tanečnic ze souboru a své milenky odměňoval přízní v dramaturgickém plánu. Jeho důvěrnice Lauermannová-Mikschová zaznamenala ve svém deníku řadu Šubertových doznání i společenských klepů. Některé z těchto vztahů byly vzájemné a dobrovolné, v některých se Šubert domáhal svého. Mezi jeho milenky patřily například herečky Hana Benoniová, Marie Laudová a Karla Velsová nebo operní pěvkyně Anna Adamcová a Irma Reichová. Ke svým bývalým milenkám se choval velmi velkoryse. Například Adamcové sjednal sňatek s malířem Viktorem Olivou. Naopak herečka Velsová i přes svůj vztah s ředitelem výrazného postavení v souboru nedosáhla a kvůli neuspokojení z přidělovaných rolí, nízké gáži a herecké nejistotě kariéru v roce 1897 u divadla ukončila.
Šuberta přitahovaly zejména mladé ženy a Lauermannové-Mikschové se svěřil, že “Pannu musíte zvyklat.” )" Ve dvou případech lze usuzovat, že herečky které nebyly řediteli po vůli (známý je pouze případ herečky Běly Horské), byly perzekvovány. 
Lauermannová-Mikschová sama byla obětí sexuálního zneužívání a domácího násilí ze strany svého labilního psychotického exmanžela, ale v případě Šuberta vykázala vysokou míru tolerance k sexuálnímu násilí na ženách. Ona sama patřila v pražské společnosti k vyděděnců umění, protože pro mnoho měšťanů byl její rozvod skandální.
Tato stránka Šubertovy osobnosti je dnes víceméně neznámá, protože na konci 19. století nebylo možné se k chování tak společensky významného muže veřejně vyjadřovat. Většinu informací lze čerpat především v soukromých deníkových záznamech (např. Anna Lauermannová-Mikschová nebo další dcera F. L. Riegra, Marie Červinková-Riegrová.).
Nejméně dvakrát požádal o ruku i Annu Lauermannovou-Mikschovou. I ona ho však opakovaně odmítla. Domnívala se, že Šubert je “poněkud tělesným požitkům oddaný člověk a ona ve své přísné etice byla by mu snad nepohodlnou” , ale udržovala s ním celoživotní přátelství. Šubert se jí také svěřil se svými erotickými zálety. Šubertova láska k Lauermannové-Mikschové byla možná upřímná, ale ona se (podobně jako Riegerovi) zalekla jeho poživačnosti. Do svého deníku si zapsala: “Možná – možná – možná má Gabriela Preissová pravdu se svým poněkud hrubým výkladem: „Všechny dostal, ale protože nedostal ji, miluje mě.“

## Poslední léta v Národním divadle
Kritické hlasy vůči Šubertovu vedení Národního divadla, které se objevovaly po celou dobu jeho kariéry, od poloviny 90. let 19. století zesílily. Odchod Pospíšilové do Německa pobouřil část veřejného mínění proti Šubertovi. Přestože se Národní divadlo se vydalo velmi progresivním směrem, ředitel už sympatie veřejnosti nezískal  a byl v tomto období asi nejméně oblíbený.
Premiéru měly například drama Jaroslava Hilberta Vina s Hanou Kvapilovou a Eduardem Vojanem v hlavních rolích nebo Zeyerova romantická pohádka Radúz a Mahulena s hudbou Josefa Suka. Jaroslav Kvapil uvedl svou hru Princezna Pampeliška a Alois Jirásek historické drama Emigrant s nebývale originálním pohledem na období Temna.
Diváci i kritici poukazovali na nízkou uměleckou úroveň, ale na druhou stranu kolísavá úroveň kvality je u repertoárového divadelního souboru běžná, často i po dobu několika sezón. Byly zde úspěšné a kritikou hodnocené inscenace, jako např. světově úspěšná  romantická tragédie Edmonda Rostanda Cyrano z Bergeracu. Na repertoár se dostaly přední evropské dramatické texty - Osamělé duše Gerharta Hauptmanna Lonely Lives, John Gabriel Borkman Henrika Ibsena, a krátce před Šubertovým odchodem novinka Arthura Schnitzlera U Zeleného papouška.
Šubert spíše nedosáhl výraznějších a viditelných úspěchů, jako tomu bylo dříve v případě divadelních vlaků nebo účasti na výstavě ve Vídni. A mnoho zástupců odborné veřejnosti mu nechtělo připsat žádný další úspěch.
V roce 1900, když skončilo Šubertovo třetí funkční období, byl novým ředitelem jmenován Gustav Schmoranz.

## Další činnost

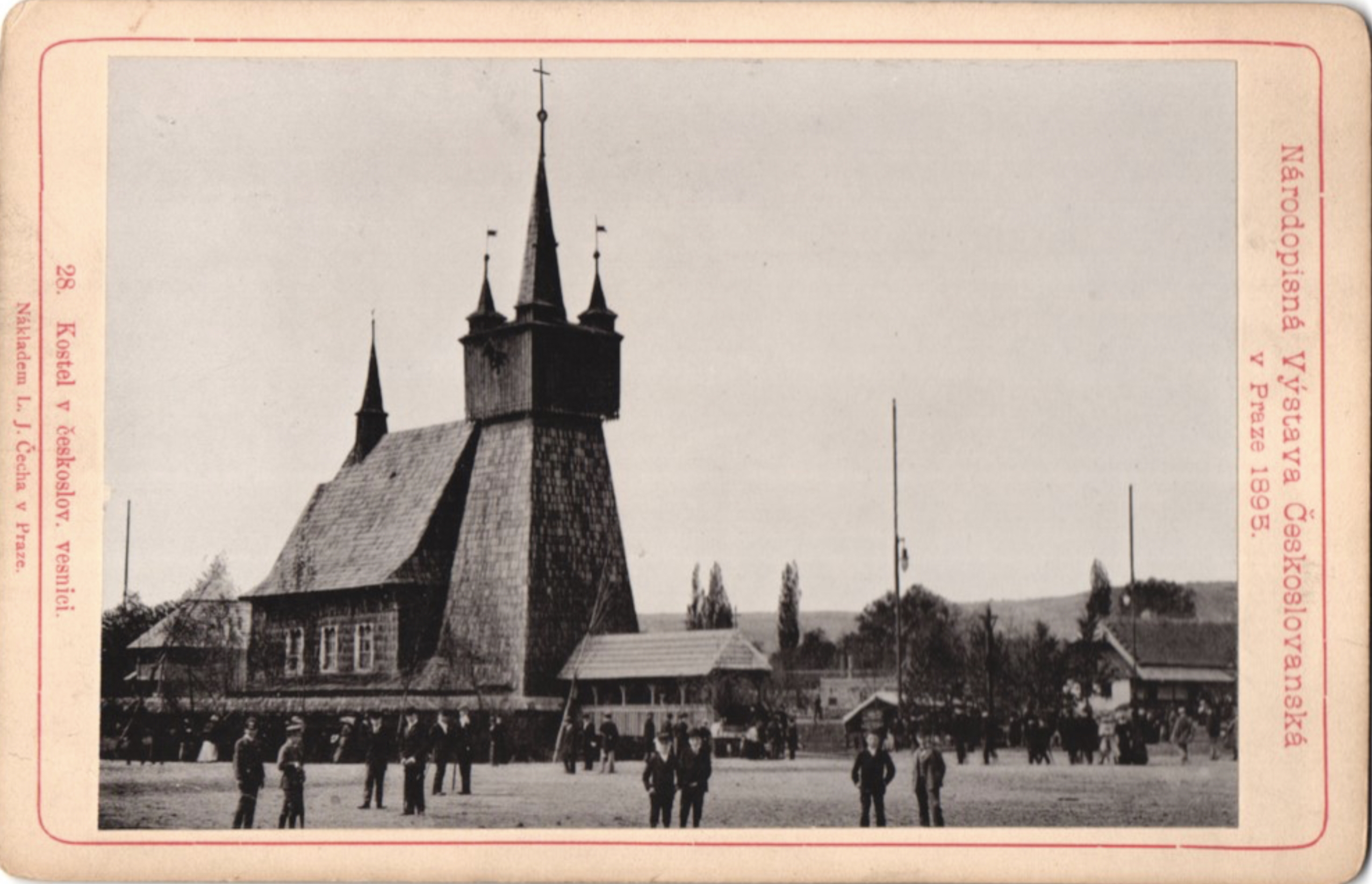
Kostel ve výstavní vesnici
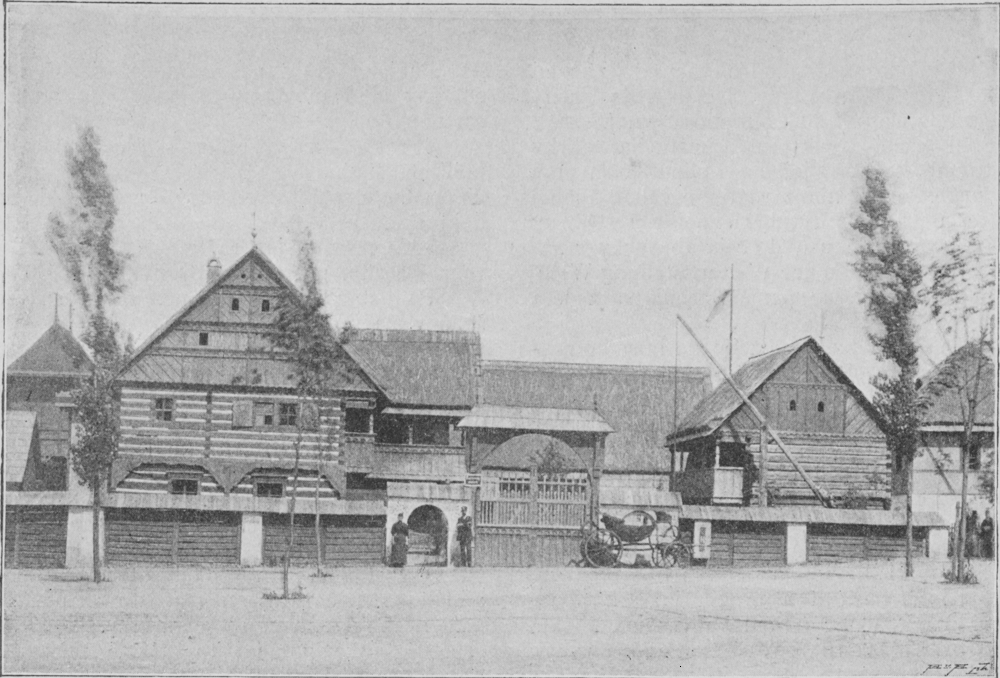
Pojizerská chalupa
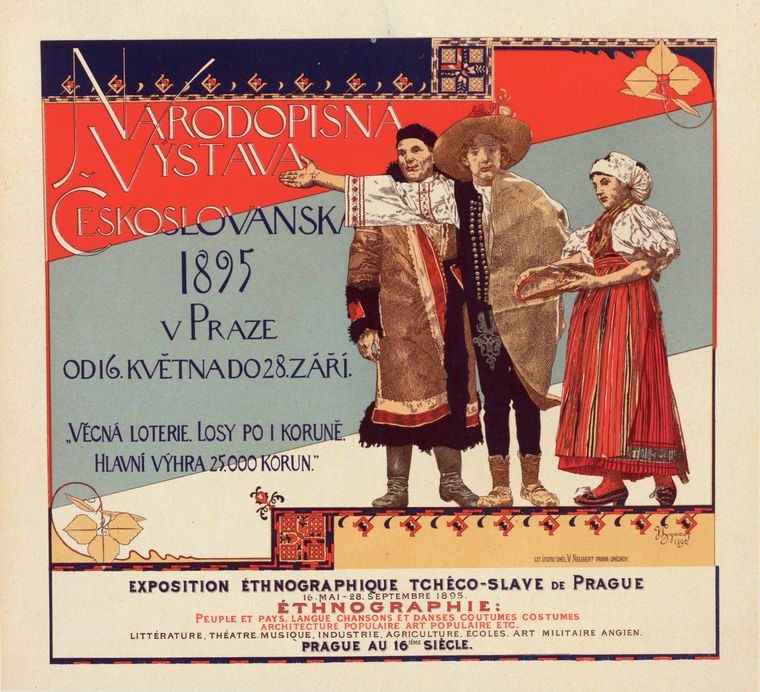
Plakát výstavy
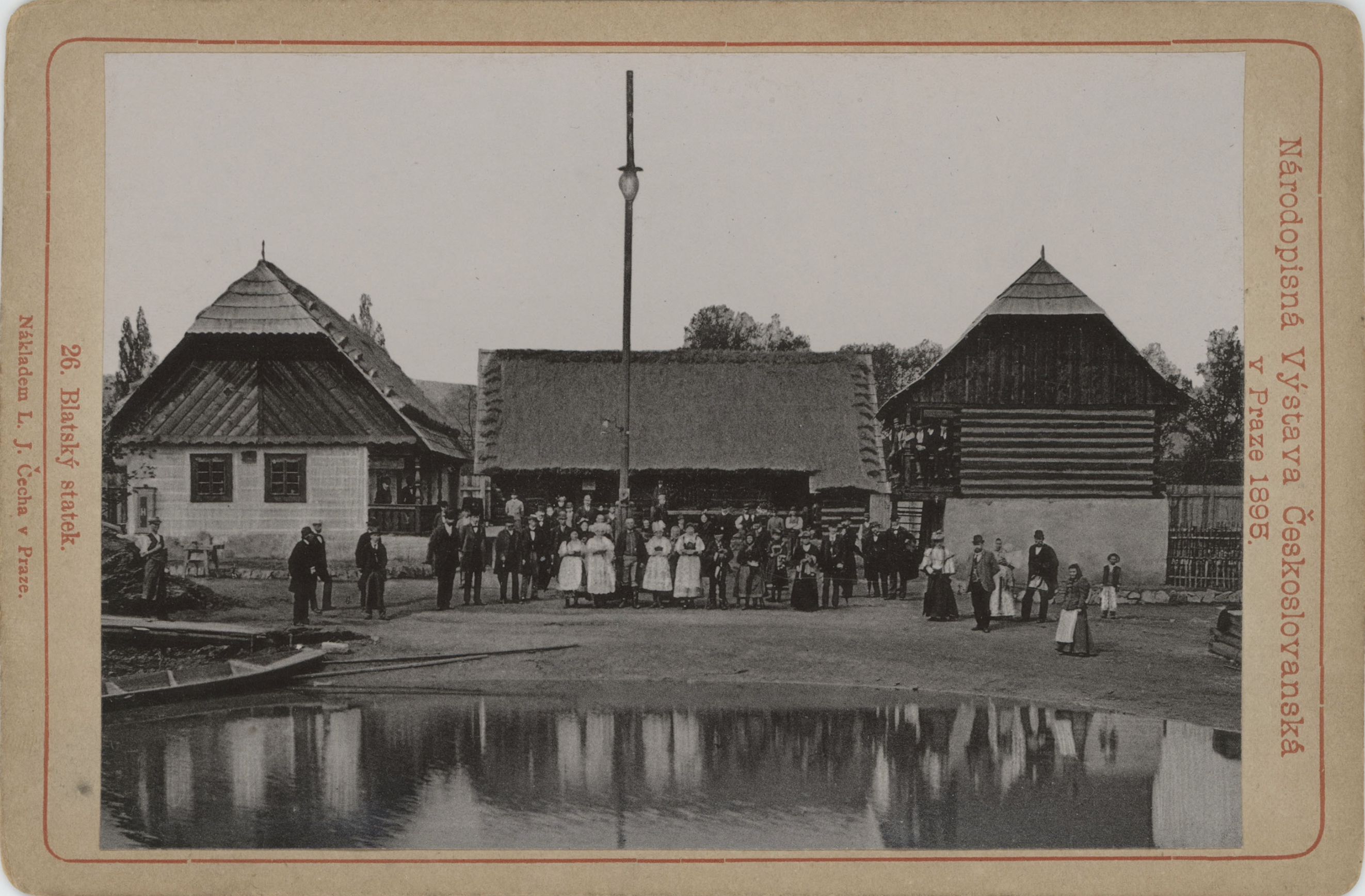
Statky ve výstavní vesnici

Šubert inicioval a v roce 1895 spolupořádal Národopisnou výstavu českoslovanskou. Konala se na výstavišti v Královské oboře v  Praze, která položila základ české etnologie. Předcházely jí tři roky důkladných přípravných prací v jednotlivých krajích, 170 krajinských výstav a početné národopisné slavnosti. Vybrané exponáty pak byly z regionů poslány do Prahy. Vrcholem byla „výstavní vesnička“ s původními chalupami a selskými usedlostmi.
Šubert cítil silnou náklonnost k pracujícím a k dělnické třídě, které si velmi vážil jako nedílné součásti národa. Počínaje 1893 zavedl slevy na vstupenky na „lidová představení“ a dokonce 1. května 1898 zorganizoval v Národním divadle „dělnické představení“, na které si sociální demokraté pronajali celé divadlo a rozdali vstupenky svým členům. Dokonce i v těch nejdražších lóžích seděli dělníci. Jeho hluboké sociální cítění bylo pro mnoho pražských měšťanů za hranicí únosnosti.
V letech 1907–1908 byl prvním ředitelem Městského divadla Královských Vinohradů (dnešního Divadla na Vinohradech). Původně navrhoval, aby druhé pražské divadlo spadalo organizačně pod Národní divadlo. Tato myšlenka však byla přijímána rozporuplně.
Po odchodu z Národního divadla se věnoval na plno žurnalistice. Redigoval kulturně-politický časopis Osvěta, přispíval do staročeského deníku Národní politika a dalších. Sepsal několik knih vzpomínek na svou divadelní činnost a historii Národního divadla. Šubert byl celoživotně činný jako dramatik. Napsal několik sociálních dramat, např. Jan Výrava či Probuzenci, kde kombinoval historické téma s motivem národního nebo sociálního boje, a jednu komedii nazvanou Láska Rafaelova. Ve své době bylo jeho dílo velmi populární a bylo přeloženo do několika jazyků. “
Zemřel 8. září 1915. Je pochován v Praze na Olšanských hřbitovech.
Je po něm pojmenována ulice sousedící s Divadlem na Vinohradech.

## Dílo

### Divadelní hry
- Jan Výrava – o zámožném sedláku, který se přidá na stranu vzbouřených vesničanů.
- Drama čtyř chudých stěn
- Probuzenci
- Praktikus
- Bech
- Petr Vok z Rožmberka
- Láska Rafaelova
- Velkostatkář
- Žně

### Memoáry
- Moje divadelní toulky
- Moje vzpomínky

### Divadelně-historické práce
- Dějiny Národního divadla
- Průvodce po Národním divadle v Praze
- Počátky české dramaturgie na rozhraní věku XVIII. a XIX.
- Dějiny Národního divadla 1893–1900